# Municipio de Westfield (Dakota del Norte)
El municipio de Westfield (en inglés: Westfield Township) es un municipio ubicado en el condado de Steele en el estado estadounidense de Dakota del Norte. En el año 2010 tenía una población de 59 habitantes y una densidad poblacional de 0,64 personas por km².

## Geografía
El municipio de Westfield se encuentra ubicado en las coordenadas 47°37′21″N 97°46′56″O / 47.62250, -97.78222. Según la Oficina del Censo de los Estados Unidos, el municipio tiene una superficie total de 91.68 km², de la cual 91,62 km² corresponden a tierra firme y (0,06 %) 0,06 km² es agua.

## Demografía
Según el censo de 2010, había 59 personas residiendo en el municipio de Westfield. La densidad de población era de 0,64 hab./km². De los 59 habitantes, el municipio de Westfield estaba compuesto por el 98,31 % blancos, el 1,69 % eran de otras razas. Del total de la población el 1,69 % eran hispanos o latinos de cualquier raza.